# Grande provincia ignea dei Caraibi
La Grande provincia ignea dei Caraibi (in lingua inglese: Caribbean large igneous province e abbreviata in CLIP) è un trappo e, data la sua estensione, costituisce in senso geologico una provincia magmatica o ignea.
È costituita da una vasta colata di lava basaltica che ha dato luogo alla formazione di una grande provincia ignea (LIP). È all'origine dell'attuale grande plateau oceanico del Pacifico orientale, di cui il plateau oceanico Caraibico-Colombiano rappresenta il residuo tettonico. I livelli più profondi del plateau basaltico risultano esposti nei suoi margini nella placca nordamericana e in quella sudamericana.
L'attività vulcanica nella provincia si sviluppò tra 139 e 69 milioni di anni fa, con il picco delle eruzioni tra 95 e 88 milioni di anni fa. Il volume del plateau basaltico è stato stimato in 4x106 km3 e è stato collegato al punto caldo delle Galápagos.

## La via d'acqua proto-caraibica
La divergenza tra la placca nordamericana e quella sudamericana cominciò a formare crosta oceanica al largo della costa del Pacifico della Colombia attorno alla fine del Giurassico, circa 150 milioni di anni fa. La divergenza, che perdurò almeno fino a 66 milioni di anni fa, diede origine alla dorsale oceanica proto-caraibica tra queste due placche, fiancheggiata sul lato del Pacifico da una zona di faglia trasforme disposta in senso perpendicolare.
Attorno a 135-130 milioni di anni fa, iniziò la subduzione della placca Farallon lungo la zona trasforme, trasformandola completamente in una zona di subduzione e dando inizio alla formazione del Grande arco caraibico. Questo arco vulcanico era completamente formato attorno a 120-115 milioni di anni fa e deve aver intersecato la dorsale oceanica caraibica fino a 66 milioni di anni fa. In seguito, la placca Farallon alimentò la zona di espansione e si trasformò successivamente nella placca caraibica.